# Dolcetto delle Langhe Monregalesi
Il Dolcetto delle Langhe Monregalesi era un vino DOC la cui produzione era consentita nella provincia di Cuneo.
Con il disciplinare del 4 aprile 2011 la denominazione è stata accorpata alla denominazione Dogliani.